# لیائو هوی
لیائو هوی (چینی ساده: 廖辉; چینی سنتی: 廖輝; پین‌یین: Liào Huī) (زادهٔ ۵ اکتبر ۱۹۸۷) یک وزنه‌بردار اهل چین است. لیائو در المپیک پکن در وزن ۶۹ کیلوگرم مدال طلا را به دست آورد. در مسابقات جهانی نیز در سال‌های ۲۰۰۹، ۲۰۱۳ و ۲۰۱۴ مدال طلا را کسب کرد. او در حال حاضر، رکورددار دنیا در ماده‌های یک‌ضرب، دوضرب و مجموع وزن ۶۹ کیلوگرم است.